# Luis Fernando Suárez
Pour les articles homonymes, voir Luis Suárez et Suárez.
Luis Fernando Suárez est un footballeur colombien, devenu entraîneur, né le 23 décembre 1959 à Medellín.

## Biographie

### Carrière d'entraîneur
Luis F. Suárez commence sa carrière d'entraîneur en 1995, comme adjoint de Francisco Maturana, à l'époque sélectionneur de l'équipe d'Équateur de football. Il réalise son baptême du feu deux ans plus tard quand Maturana lui confie les rênes de l'équipe lors de la Copa América 1997. Suárez conduit alors l'Équateur en quarts de finale du tournoi.
Par la suite, il entraîne plusieurs clubs en Colombie (Millonarios F.C., Atlético Nacional, Deportivo Cali, Tolima) et en Équateur (Aucas) avant de devenir à son tour sélectionneur de l'Équateur, sept ans après sa première expérience avec cette sélection andine. Suárez réussit notamment à emmener La Tricolor en 8e de finale de la Coupe du monde 2006. 
De retour en Colombie (Deportivo Pereira et de nouveau Atlético Nacional) et après une expérience au Pérou (Juan Aurich), il est nommé en 2011 sélectionneur du Honduras et participe au Mondial 2014 (élimination au 1er tour). Deux ans auparavant, il avait conduit l'équipe olympique du Honduras en quarts de finale des JO de Londres 2012. 
En mars 2015, il prend les rênes de l'Universitario de Deportes de Lima (Pérou), mais son expérience tourne court puisqu'il est limogé le 1er septembre 2015, après une défaite à domicile face à l'Unión Comercio, lors de la 1re journée du championnat de clôture 2015.
L'année suivante on le retrouve au Mexique, à la tête des Dorados de Sinaloa, avant de retourner en Colombie à La Equidad, club qu'il dirige depuis juin 2017.

## Palmarès

### Joueur
- Vainqueur de la Copa Libertadores 1989 avec l'Atlético Nacional.
- Champion de Colombie 1989 avec l'Atlético Nacional.

### Entraîneur
- Champion de Colombie 1999 avec l'Atlético Nacional.